# Habitatge al carrer Pla i Deniel, 16 (Caldes de Malavella)
L'edifici situat al carrer Pla i Deniel, 16 és una obra situada al nucli urbà de Caldes de Malavella (Selva) i que forma part de l'Inventari del Patrimoni Arquitectònic de Catalunya. És una casa entre mitgeres, de planta baixa i dos pisos, amb la teulada a doble vessant (i a dos nivells) orientada a les façanes principal i posterior, i ràfec de quatre fileres.

## Descripció
A la planta baixa, trobem la porta d'entrada en arc escarser (amb treball de forja al que vindria a ser el timpà); i al costat esquerre, una finestra petita en arc de mig punt, tancada per una reixa de treball de forja amb volutes; i un finestral al costat d'aquesta amb arc escarser amb l'intradós escalonat i unes fines columnes de ferro colat i treball de forja. Les columnes d'aquest finestral es recolzen a l'ampit de la finestra, així com una barana de treball de forja, amb arebescs. Al primer pis, una balconada sostinguda per tres mènsules escalonades. La barana és de treball de forja. Dues obertures en arc escarser amb un trencaaigües en forma de garlandes de pedra artificial i tancades per porticons, donen sortida a la balconada. El segon pis té cinc obertures en arc escarser separades per quatre columnes d'ordre clàssic i ampit corregut motllurat. Tot el pany de paret arrebossat, és de color groc llimona.

## Història
Segurament la casa es construí a principis del segle XX seguint els models arquitectònics eclèctics dels edificis d'estiueig, força nombrosos al poble, sobretot a l'entorn de la rambla Recolons urbanitzada en aquest moment. Les cases eren propietat de la classe benestant, l'única que podia estiuejar, que anava al poble atreta per les aigües medicinals, activitat que combinaven amb d'altres de lleure i que marcà enormement el desenvolupament econòmic del poble.